# Adambräu

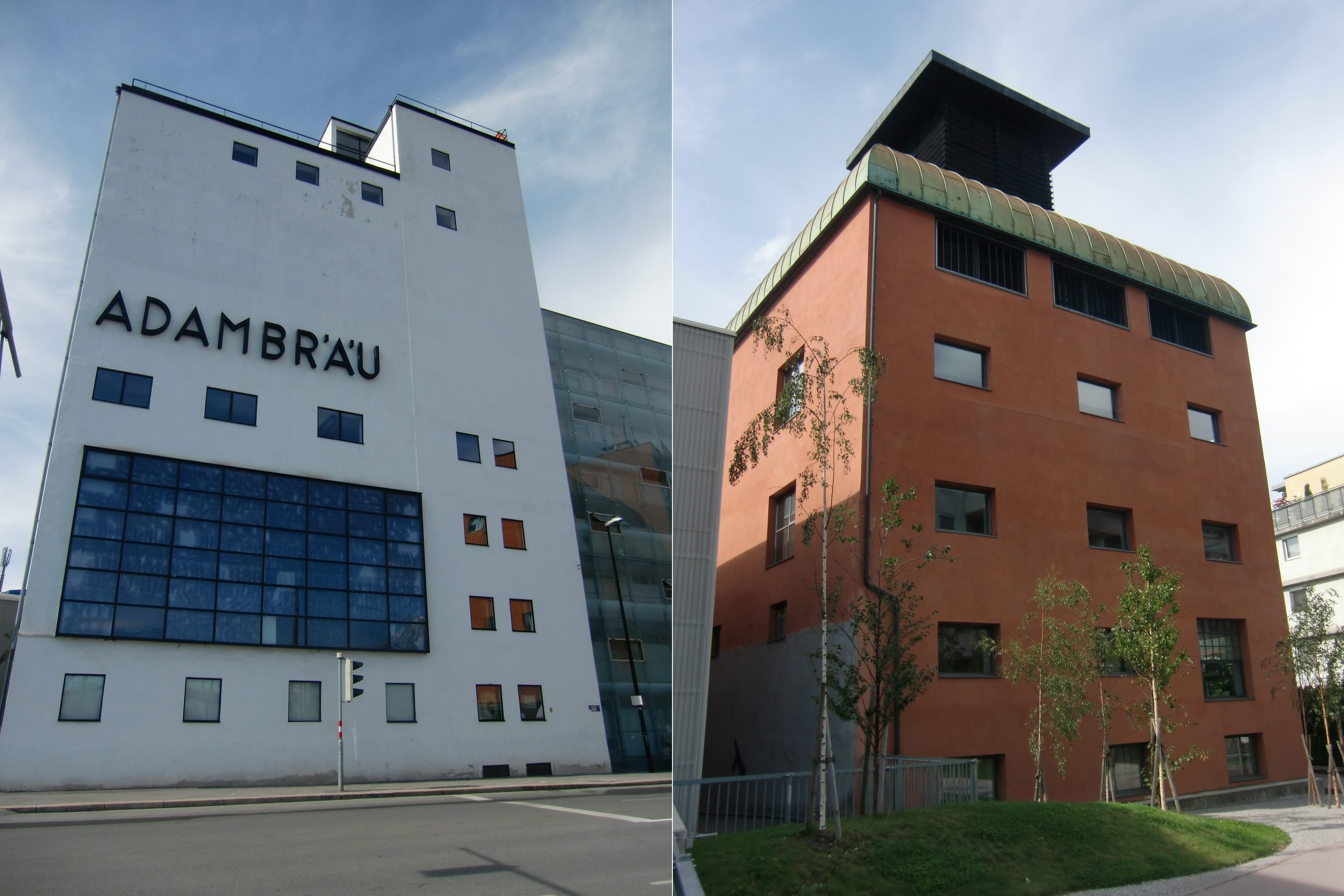
Sudhaus und Kühlschiff des Adambräu in Innsbruck

Das Adambräu war eine Brauerei im Innsbrucker Stadtteil Wilten.
Das ehemalige Betriebsgelände wird nach einem Umbau vom Architekturzentrum aut. architektur und tirol und vom Archiv für Baukunst der Universität Innsbruck genutzt. Das Industriedenkmal steht unter Denkmalschutz.

## Geschichte

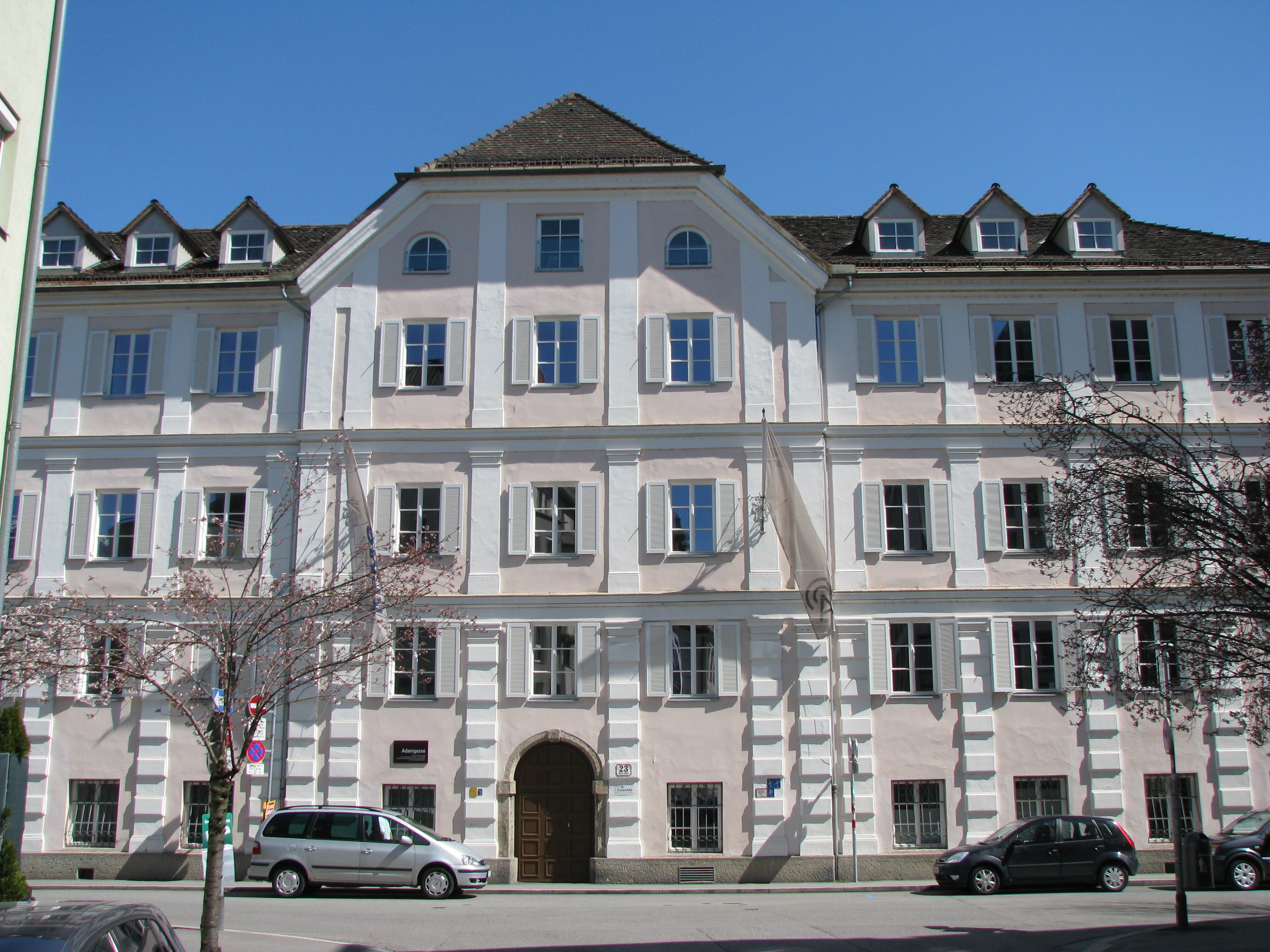
Ansitz Windegg

1825 erwarb Franz Josef Adam den Ansitz Windegg und wandelte ihn in eine Brauerei um. Nach dem Tod Adams 1830 wechselte der Betrieb häufig den Besitzer und wurde 1917 von einer Gesellschaft von 38 Innsbrucker Gastwirten übernommen. 1994 wurde die Brauerei von der Brau AG übernommen und der Betrieb eingestellt unter Beibehaltung der Marke, deren Produktion zuerst in das Innsbrucker Bürgerbräu und ab 2003 zu den Brau-Union-Standorten Kaltenhausen (Salzburg) und Wieselburg (Niederösterreich) verlagert wurde.
Nach jahrelangen Diskussionen um Abriss oder Sanierung nutzt seit 14. Jänner 2005 das aut die Räumlichkeiten auf dem alten Adambräu-Areal.

## Sudhaus
Das Sudhaus des Adambräu wurde 1926/1927 nach Plänen des Architekten Lois Welzenbacher errichtet und gilt als bedeutendes Industriedenkmal. Nach den produktionstechnischen Vorgaben ist es vertikal gestaffelt und enthielt oben Mälzerei und Darren, darunter die Sudkessel und ganz unten Lagertanks und Abfüllung. Nach der Einstellung des Brauereibetriebs 1994 wurde es von 2002 bis 2004 zusammen mit dem benachbarten Kühlschiff umgebaut und wird heute von aut. architektur und tirol und dem Archiv für Baukunst der Universität Innsbruck genutzt.